# Hysterionica
Hysterionica là một chi thực vật có hoa trong họ Cúc (Asteraceae).

## Loài
Chi Hysterionica gồm các loài: